# Den store trøster
Den store trøster (russisk: Великий утешитель) er en sovjetisk film fra 1933 af Lev Kulesjov.

## Medvirkende
- Konstantin Khokhlov - Bill Porter
- Ivan Novoseltsev - Jim Valentine
- Vasilij Kovrigin - Warden
- Andrej Fajt - Ben Price
- Daniil Vvedenskij - Jailguard